# Rovereto
Rovereto är en stad och kommun i provinsen Trento i regionen Trentino-Alto Adige i norra Italien. Kommunen hade 39 972 invånare (2018) och gränsar till kommunerna Ala, Calliano, Folgaria, Isera, Mori, Nogaredo, Pomarolo, Terragnolo, Trambileno, Vallarsa, Villa Lagarina och Volano.

## Personer från Rovereto
- Antonio Rosmini, präst och filosof, saligförklarad
- Franco Bonisolli, operasångare, tenor
- Federico Halbherr, arkeolog